# Царић
Царић (лат. Troglodytes troglodytes) је мала врста птице која припада породици царића (лат. Troglodytidae). Животно станиште јој је у Евроазији.
Распострањена је широм Европе и покрива појас од Азије преко западног Ирана и Авганистана па све до Јапана.

## Опис
Царић је мала птица која расте највише 9-10.5 цм висине. Тежак је око 10 грама.
Крила досежу распон до 15 цм. Перје му је смеђе (браон), боје са горње стране. Са доње стране стомака, боја перја је светлија.
Кљун је тамне браон боје. Оштар је и дугачак. Поред очију има светлосиве пруге. Ноге су му браон боје. Реп је кратак и уздигнут. Младунци изгледају веома слично одраслим царићима сем што им пруге изнад очију нису толико упечатљиве док им не израсте перје.
Перје може имати много варијанти, и има око 27 подврста.

## Понашање
Може се пронаћи свуда, од највиших места у мочвари до саме обале мора.
У северној Европи и Азији углавном се гнезди у четинарским шумама. Одликује се дугом и живописном песмом. Веома је брза птица која се лако може изгубити из вида, нарочито када је у потрази за храном.
Лет царића је брз, осим током темељног кружења пре слетања када шири крила и реп који му представља "падобран". Обично лети на кратким удаљеностима у правој линији.
У случају када је изложен опасности на отвореном, јуриша са једног места на друго.
Европски царићи су и селице и станарице. Неки могу да се одселе и на удаљеност до 250 км у више заштићена станишта, нарочито зими.
Храни се инсектима, али може да остане и у умереним или хладним, снежним пределима тако што се хране учауреним инсектима које проналазе испод кора дрвећа и лишћа. Једу пауке и инсекте које налазе док скакућу и налећу на земљу, темељно истражујући пукотине својим дугим и танким кљуном.
Када је узнемирен или узбуђен, царић не престаје да пева. Песма је експлозија „слатке“ музике, гласна и недвосмислена. Глас му је прејак у односу на своју величину.
Његова песма често подсећа на песму славуја.

## Размножавање
Мужјак прави неколико гнезда, 6 до 7, лоптастог облика. Прави их од лишћа, траве и маховине у зидовима, дрвећу, или користи стара гнезда. Гнезда се користе за спавање, извођење птића или боравак током зимских месеци. Када женка изабере гнездо у којем ће да снесе јаја, облаже га перјем.
Женка снесе пет до шест глатких, сјајних белих јаја са црвеним тачкицама на којима лежи око две недеље.
Птиће хране оба родитеља. Они добијају перје након две недеље и напуштају гнездо, али родитељи их и даље хране још око две недеље.
Царићи сваке године изведу две, а понекад и три генерације птића. У крајевима где нема довољно хране, мужјак и женка живе у моногамним паровима, док се тамо где је има у изобиљу мужјак пари са неколико женки. Мужјак може да има више од једне женке са активним гнездом на својој територији.
Да би се загрејали царићи се окупљају у веће групе и збијају се у старим гнездима, пукотинама у кори дрвећа, шупљинама у стенама, а понекад се крију и у пећинама. Гнезда користе као склоништа од снега и смрзавања, а током хладне зиме у једном гнезду може да се нађе и до 60 царића.
Потребно им је до пола сата да уђу ноћу и двадесет минута да ујутру изађу.

## Легенде
- Аристотел и Плиније се повезују са легендом о такмичењу птица у летењу увис, победник, птица која одлети највише, постала би њихов краљ. У почетку, чинило се да ће орао лако победити, али када је почео да се умара, мала птица скривена испод његовог репа, појавила се и одлетела много више.[5][6]
- Иста легенда обрађена је у Езоповој басни, у којој су се орао и царић такмичили ко ће летети више. Док је орао летео, царић се одмарао на његовим леђима, а када се орао уморио, царић је одлетео високо изнад њега.[7]
- У Јапану, царића називају краљем ветрова.
- Веровало се да је птица царић весник новог дана, јер пјева у зору снажније од свих других птица. То је птица која симболизује окретност, марљивост и радост. У Велсу чак представља краља свих птица.[8]